# 이별없이 살았으면
이별없이 살았으면은 한국에서 제작된 남상진 감독의 1970년 영화이다. 문희 등이 주연으로 출연하였고 황의식 등이 제작에 참여하였다.

## 출연

### 주연
- 문희
- 이순재
- 허장강

## 제작진
- 조명: 마용천
- 미술: 정우택